# Roc del Picassall
El Roc del Picassall és una muntanya de 1.752 metres que es troba entre els municipis de Saldes i de Vallcebre, a la comarca catalana del Berguedà.